# Supertaça Cândido de Oliveira 2002
La Supertaça Cândido de Oliveira 2002 è stata la 24ª edizione di tale competizione, la 2ª a finale unica. È stata disputata il 18 agosto 2002 all'Estádio do Bonfim di Setúbal. La sfida ha visto contrapposte lo Sporting Clube de Portugal, vincitore della Primeira Liga 2001-2002 e trionfatore nella Taça de Portugal 2001-2002, e il Leixões, in qualità di finalista della coppa nazionale.
Ad aggiudicarsi il trofeo è stato lo Sporting, grazie al 5-1 inflitto ai rivali.

## Le squadre
| Squadre          | Qualificazione                                                             | Partecipazioni precedenti (il grassetto indica la vittoria) |
| ---------------- | -------------------------------------------------------------------------- | ----------------------------------------------------------- |
| Sporting Lisbona | Vincitore della Primeira Liga 2001-2002 e della Taça de Portugal 2001-2002 | 6 (1944, 1980, 1982, 1987, 1995, 2000)                      |
| Leixões          | Finalista della Taça de Portugal 2001-2002                                 | Prima partecipazione assoluta                               |

## Tabellino
| Arbitro: | João Ferreira (Oporto) |

|               |           |                                                           |
| Antchouet 90’ | Marcatori | 32’, 83’ R. Fernandes 47’ Niculae 54’ Kutuzov 87’ Martins |

| Leixões | Sporting |

### Formazioni
| Leixões          |    |                 |          |     |
|                  |    |                 |          |     |
| P                |    | Rui Marcos      |          |     |
| D                | 4  | José António    | 12’, 41’ |     |
| D                | 27 | Nuno Silva      | 14’      | 46’ |
| D                | 5  | Sérgio Abreu    | 33’      |     |
| D                |    | Nené            |          |     |
| C                | 14 | Bruno China     |          |     |
| C                | 7  | Abílio ()       |          |     |
| C                |    | Zamorano        |          | 59’ |
| C                |    | Israel Sousa    |          |     |
| A                |    | Guerra          |          | 59’ |
| A                | 10 | Henri Antchouet | 83’      |     |
| Sostituti:       |    |                 |          |     |
| D                |    | Marco Aleixo    |          | 46’ |
| C                |    | Nail Beširović  | 85’      | 59’ |
| A                | 8  | Pedras          |          | 59’ |
| Allenatore:      |    |                 |          |     |
| Carlos Carvalhal |    |                 |          |     |

| Sporting Lisbona |    |                   |     |     |
|                  |    |                   |     |     |
| P                | 12 | Tiago Ferreira    |     |     |
| D                | 15 | Pablo Contreras   |     |     |
| D                | 6  | Hugo              |     |     |
| D                | 22 | Beto              | 43’ |     |
| D                | 23 | Rui Jorge         |     | 35’ |
| C                | 30 | Toñito            |     |     |
| C                | 17 | Paulo Bento ()    | 74’ |     |
| C                | 14 | Ricardo Fernandes | 45’ |     |
| C                | 20 | Ricardo Quaresma  |     | 64’ |
| A                | 21 | Vitali Kutuzov    | 58’ |     |
| A                | 16 | Marius Niculae    |     | 58’ |
| Sostituti:       |    |                   |     |     |
| P                | 13 | Nuno Santos       |     |     |
| D                | 5  | César Prates      | 62’ | 35’ |
| C                | 19 | Danny             |     | 58’ |
| C                | 24 | Carlos Martins    | 66’ | 64’ |
| C                | 8  | Pedro Barbosa     |     |     |
| A                | 28 | Cristiano Ronaldo |     |     |
| Allenatore:      |    |                   |     |     |
| László Bölöni    |    |                   |     |     |